# 洛朗·拉福格
洛朗·拉福格（法語：Laurent Lafforgue，1966年11月6日—），法國數學家，菲爾茲獎得主，生於法國安東尼。

## 生平
拉福格1986年入讀巴黎高等師範學院。他在巴黎第十一大學奧賽數學實驗室算術及代數幾何小組受Gérard Laumon指導完成博士論文，也在那裏做初級研究員。
2000年进入法國國家科學研究中心擔任高級研究員，并于同年任法國高等科學研究所數學教授。
2002年在中國北京舉行的第24屆國際數學家大會上，獲頒菲爾茲獎，表彰他對數論和代數幾何貢獻突出。他推廣同是菲爾茲獎得主烏克蘭數學家弗拉基米爾·德林費爾德的方法，證明朗蘭茲猜想在特徵為正的代數曲線函數域的{\displaystyle GL_{n}}上成立。
2003年11月18日，他成為法蘭西科學院院士。
2017年以来，因在拓扑斯方向的研究而与华为法国研究团队开展合作，并在2019年成为高等科学研究所首任华为代数几何讲席教授，2021年9月1日加入华为法国公司继续该方向的工作。

## 對教育的關注
2004年，他開始關注法國教育體系，接觸教育關注組織「拯救語文教育」(Sauver les lettres)。他和阿蘭·孔涅和其他科學家共同發表署名文章《為科學和技術的未來所需的基礎知識：如何重新教育》(Les savoirs fondamentaux au service de l'avenir scientifique et technique : comment les réenseigner)，表述對小學數學和法語教育的看法。
他曾被前法国总统雅克·希拉克任命為法國教育高等理事會（Haut Conseil de l'éducation，簡稱HCE）成員。但第一次工作會議後不久，在2005年11月21日按主席要求將他辭退。據拉福格所言，辭退他的理由來自一封惡毒電郵，稱他對教育部專家有否資格使理事會達成任務存有保留。他的空缺在2006年3月2日，由巴黎第四大學教授安托万·孔帕尼翁補上。

## 亲属
他的弟弟是2019年数学突破奖得主樊尚·拉福格。

## 外部連結
- 洛朗·拉福格在數學譜系計畫的資料。
- （法文）在IHES上的網頁